# Тангентенфлюгель
Тангентенфлюгель (нем. Tangentenflügel) — клавишный музыкальный инструмент второй половины XVIII века, сочетавший в себе черты клавесина и фортепиано; непосредственный предшественник хаммерклавира. Был изобретён в 1750-е гг. Францем Якобом Шпетом, наладившим производство инструмента в Регенсбурге (фирма Späth & Schmahl, совместно с Кристофом Фридрихом Шмалем). Аналогичные инструменты производились и в других странах, часто из готовых клавесинов (путём замены механики). По характеру звука тангентенфлюгель напоминает скорее фортепиано в верхних регистрах и ближе к клавесину в нижних.
Считается, что специально для тангентенфлюгеля предназначен ряд клавирных сочинений Карла Филиппа Эммануэля Баха. О своей симпатии к «шпетовскому клавиру» (нем. spättische Clavier) говорит в письме 1777 года Вольфганг Амадей Моцарт, хотя и в контексте своих изменившихся предпочтений (в направлении инструментов работы Иоганна Андреаса Штайна, то есть собственно фортепиано). К концу XVIII века тангентенфлюгель был совершенно вытеснен фортепиано.
В рамках возрождения интереса к старинным инструментам, произошедшего благодаря деятельности аутентистов, во второй половине XX века был создан ряд копий тангентенфлюгеля, некоторые музыканты начали исполнять на нём музыку соответствующего исторического периода. В частности, Дитрих Фишер-Дискау записал диск песен К. Ф. Э. Баха с аккомпанементом тангентенфлюгеля (Йорг Демус), клавирные пьесы этого же композитора записывали на тангентенфлюгеле Миклош Шпаньи (в том числе ряд концертов) и Рольф Юнгханс. Сочинения Моцарта и Гайдна исполняют на тангентенфлюгеле Гислен Потвлиге (сам сконструировавший себе копию инструмента), Боян Воденичаров и др. Российскому слушателю тангентенфлюгель был впервые представлен Алексеем Любимовым на московском фестивале старинной музыки «Антиквариум» в 2008 году.